# Edwiga Gantenberg
Edwiga Gantenberg (* 1. Dezember 1873; † 28. März 1957 in Wingst) war eine deutsche Balletttänzerin und Tanzlehrerin. Später nach ihrer Eheschließung auch als Edwiga Oehlschläger-Gantenberg bekannt und durch fehlerhafte Übersetzung aus dem Russischen vereinzelt als Hedwige Hantenbürg benannt.

## Karriere
Ihre Karriere begann an der Mailänder Scala, wo sie es nach einer Ballettausbildung unter anderem bei der der  italienischen Ballerina und Pädagogin Caterina Beretta bis zur Primaballerina brachte. Ihre weitere Karriere führte sie durch Europa. So 1894 nach einem Engagement in Moskau nach Petersburg an das Mariinski-Theater, wo sie die Lise in La Fille mal gardée tanzt. Im September 1897 wurde sie nach einem Engagement in London nach Hamburg für die Theater Saison 1897/98 geholt und für mehrere Jahre verpflichtet.
Nach einem Unfall auf der Bühne musste sie ihre Tanzkarriere aufgeben und eröffnete 1916 eine  Ballettschule in Hamburg. Auch jetzt trat sie gelegentlich in Hamburg auf, etwa bei den Künstlerabenden so am 18. April 1914 mit ihrem Sohn Mario und Peter Kreuder oder am 6. Januar 1918 im Coventgarten beim 3. Künstlerabend, bei dem sie neue Tänze vorstellte oder auch auf Wohltätigkeitsveranstaltungen wie am 28. September 1916. Ende der 1920er Jahre gab sie die Tanzschule wegen wirtschaftlichen Schwierigkeiten auf.

## Privatleben
Die Apothekerstochter Edwiga Gantenberg war in Mailand liiert mit dem Ballettmeister Alfredo Mariani. Aus dieser Verbindung stammt ihr 1895 in Mailand geborener Sohn Mario Oehlschläger. In Hamburg heiratete sie den Ballettmeister Hermann Oehlschläger. Er adoptierte ihren Sohn Mario, der ebenfalls Tänzer wurde. Nachdem sie ihre Tätigkeit in Hamburg beendet hatte, zog sie sich 1925 in eine abgeschiedene im Wald gelegene Holzhütte zunächst ohne Wasser- oder Stromanschluss in der Wingst zurück, wo sie als Oma Gantenberg bekannt war. Ihr Sohn folgte ihr 3 Jahre später und widmete sich der Malerei. Er blieb bei seiner Mutter bis zu ihrem Tod 1957.